# Thierry Le Luron
Thierry Le Luron, né le 2 avril 1952 à Paris et mort le 13 novembre 1986 à Boulogne-Billancourt (Hauts-de-Seine), est un humoriste, imitateur, comédien et chanteur français particulièrement célèbre dans les années 1970 et 1980 pour ses imitations de personnalités politiques et médiatiques. Il a aussi enregistré plusieurs chansons et animé des émissions de radio et de télévision.
Issu d'une famille modeste, Thierry Le Luron rêve de devenir chanteur. Très jeune, il remporte plusieurs concours de chant, dont Le Jeu de la chance en 1970, diffusé à la  télévision et qui lui permet de se faire connaître du grand public, impressionné par la qualité de ses interprétations puis de ses imitations, notamment celle du Premier ministre Jacques Chaban-Delmas. Encore mineur, il débute avec succès sur les scènes de plusieurs cabarets parisiens, où il imite essentiellement ses idoles, des chanteurs de variétés ou d'opérettes. Au milieu des années 1970, Thierry Le Luron s'entoure de nouveaux auteurs et modifie le cœur de ses spectacles, qui deviennent plus corrosifs, notamment à l'encontre du pouvoir politique.
Ses imitations de Valéry Giscard d'Estaing, Jacques Chirac, Raymond Barre, François Mitterrand ou Georges Marchais lui valent une très grande popularité, accentuée par des interventions remarquées dans les médias et plusieurs saisons de spectacles dans des théâtres parisiens. Provocateur, il interprète le 10 novembre 1984, dans Champs-Élysées de  Michel Drucker, L'emmerdant, c'est la rose en direct à la télévision, parodie d'une chanson de Gilbert Bécaud, en s'adressant directement au président François Mitterrand, une de ses cibles favorites. L'année suivante, il organise en septembre 1985 un faux mariage très médiatisé avec l'humoriste Coluche, pour moquer le mariage fastueux et jugé hypocrite du journaliste télé Yves Mourousi.
La personnalité de Thierry Le Luron a suscité, de son vivant et après sa disparition, de nombreuses polémiques, tant sur son train de vie luxueux et sa vie mondaine que sur ses opinions politiques ou sa vie privée, qu'il a toujours tenté de garder secrète aux yeux du grand public. Les causes de sa mort en 1986 restent également sujettes à controverses, l'humoriste n'ayant jamais révélé publiquement être atteint du sida, ce qui a pourtant été affirmé à plusieurs reprises par ses plus proches amis (dont Line Renaud)  puis évoqué par sa sœur dans un livre en 2013.
Très populaire de son vivant, Thierry Le Luron a été l'un des premiers à transformer l'imitation de personnalités, principalement exercée jusqu'alors par des chansonniers dans des petits cabarets, en un véritable spectacle de music-hall adapté à des grandes salles comme l'Olympia. Son succès, ses performances vocales et sa liberté de ton ont été salués, notamment après sa mort, par de nombreux artistes et hommes politiques.

## Biographie

### Famille
Le père de Thierry Le Luron, Francis Le Luron (1926-2012), et sa mère, Huguette Gousserey (1922-2009), appartiennent à la petite classe moyenne. Huguette est femme au foyer et Francis, originaire de Ploumanac'h dans les Côtes-d'Armor, est d'abord maître d'hôtel dans la marine marchande, période pendant laquelle il est régulièrement absent du foyer, puis exerce le même métier dans un restaurant parisien jusqu'à sa retraite en 1986. La famille vit avenue d'Italie, dans le 13e arrondissement de Paris, puis déménage à Bagneux en 1961.
Né dans le 13e arrondissement de Paris, Thierry Le Luron a une demi-sœur, Martine, née en 1945 du premier mariage de sa mère avec Henri Simon, à la fin de l'Occupation allemande, et un frère, Renaud, né en 1949. Après des études d'histoire, Martine a travaillé comme archiviste au sein de l'agence Gamma, puis s'est occupée pendant quelques années d'une société créée par son frère avant de reprendre un travail dans une bibliothèque. Elle a publié en 2013 un livre de souvenirs, La vie est si courte, après tout : retrouvailles avec Thierry. Le neveu de Renaud, Erwan, a consacré son mémoire de maîtrise à l'image de l'humoriste dans les médias de 1970 à 1995.

### Jeunesse et éducation
Il fait ses études au collège Paul-Langevin de Bagneux, au lycée Lakanal à Sceaux puis au lycée de Châtenay-Malabry. À l'âge de 17 ans, Thierry Le Luron, élève du lycée Emmanuel-Mounier à Châtenay-Malabry, crée un groupe de musiciens avec des copains, les Rats crevés composé de Didier (guitare solo), Robert (guitare rythmique), Jean (guitare basse), Luc (batterie) et présente son spectacle sur de nombreuses scènes des Hauts-de-Seine et des alentours.

### Débuts et apprentissage de la scène
De sa vocation d'imitateur, il déclare : « À l'âge de six ans, j'ai été très impressionné par un spectacle d'opérette où mes parents m'avaient amené, si bien qu'une fois rentré à la maison, je me suis mis à imiter le ténor que je venais de voir, avec force et conviction, sous le regard ébahi de mes parents. Depuis ce jour, l'imitation est devenue pour moi une seconde nature ». L'opérette en question est Colorado, dont la trame se déroule au Far West, entre Ricardo (Bernard Alvi) et Jim (Armand Mestral), le bon et le méchant, et qui a été créée en 1950 par Claude Dufresne et Jacques-Henry Rys, et rejouée le 12 février 1959 à la Gaîté-Lyrique. La famille Le Luron a été invitée par le parrain de Thierry, Daniel, passionné par le bel canto, et sa mère Pauline, qui lui a notamment confectionné un costume de Davy Crockett, un de ses héros avec sa toque en lapin, qui devient une sorte de doudou.
Pendant les événements de mai 68, Thierry Le Luron passe des heures chez lui à regarder la télévision et écouter la radio avec sa sœur. Alors qu'ils regardent une séance de questions au gouvernement à l'Assemblée nationale, le jeune garçon, qui imite déjà quelques personnalités (dont Charles de Gaulle) prend la voix du président Jacques Chaban-Delmas pour amuser sa famille,. Sa mère, épatée par la prestation de son fils, l'encourage et le félicite à chaque nouvelle imitation, qu'il peaufine tous les jours dans sa chambre.
Désormais convaincu que sa seule vocation est de devenir artiste, Thierry Le Luron est en vacances en famille à Perros-Guirec, en Bretagne, pendant les vacances d'été. Un « grand concours d'artistes amateurs » est organisé par le casino de la station balnéaire pour 5 francs de droits d'inscription. Le jeune homme s'inscrit après avoir montré à l'animateur du concours les quelques imitations qu'il est capable de faire : Johnny Hallyday, Claude François, Charles Aznavour, Dalida ou Jacques Chaban-Delmas et Charles de Gaulle. Engagé, Thierry gagne les éliminatoires chaque semaine, durant les deux mois de juillet et août, jusqu'au soir de la grande finale, qui précède un concert d'Enrico Macias. Victorieux, il remporte un prix de 1 200 francs et un contrat avec un label discographique belge, la Selection Record's. Après les vacances, le jeune garçon annonce à ses parents qu'il désire arrêter ses études pour se consacrer entièrement à sa passion, ce qu'ils acceptent à la seule condition qu'il réussisse rapidement à vivre de ce métier,.

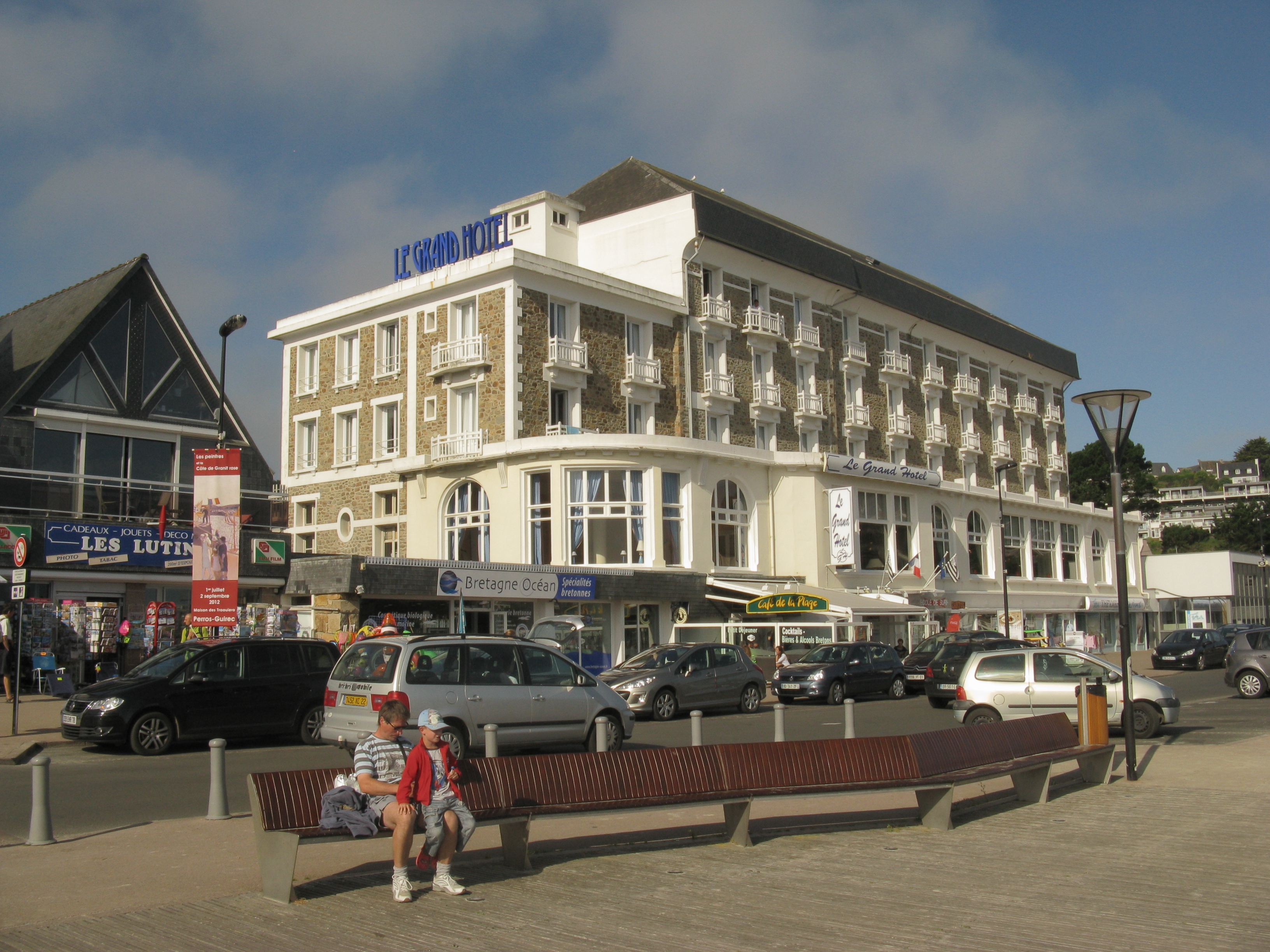
En 1969, Thierry Le Luron remporte un concours de chant au casino de Perros-Guirec (Côtes-d'Armor) et annonce à ses parents qu'il veut devenir artiste.

Persuadé qu'un contrat l'attend en Belgique, Thierry Le Luron arrive dans les bureaux de la Selection Record's à Bruxelles, impatient de commencer sa carrière d'artiste. Hélas, la maison de disques est en faillite et son directeur ne peut rien lui promettre d'autre que de le rappeler si la situation s'arrange. Déçu, le jeune homme n'en obtient pas moins une audition dans un grand cabaret de la capitale belge mais, mineur, il ne peut pas signer le contrat qui lui est proposé. De retour en France, il écrit une lettre à Jacques Courtois, l'animateur du programme télévisé Et avec les oreilles, vous ne savez rien faire ?, pour lui proposer ses talents d'imitateur, sans succès.
Sûr de sa destinée, Thierry Le Luron envoie au cours de l'année 1969 des dizaines de lettres à des cabarets, imprésarios ou labels parisiens, accompagnées d'une carte de visite de sa production : « L'inimitable imitateur Thierry Le Luron est à votre service pour tout contact ». Comme il ne reçoit jamais de réponse, il décide de courir les auditions et se rend à L'Échelle de Jacob, un célèbre cabaret du quartier latin où il fait sensation. Intriguée par ce qu'elle entend, la directrice Suzy Lebrun décide de le prendre à l'essai. Du fait de son jeune âge et de son manque d'expérience, elle lui propose de débuter à l'Oasis, un cabaret de Calais, arguant que le public de province ne se trompe jamais. Le 10 octobre 1969, « l'inimitable imitateur » débute alors sa carrière sur scène où, trois semaines durant, il triomphe avec des imitations qu'il maîtrise parfaitement, parvenant même à faire oublier le spectacle de jazz pour lequel se déplaçaient les clients. Grisé par ce premier succès, il ne peut pourtant pas intégrer l'affiche de L'Échelle de Jacob, déjà programmée pour plusieurs semaines.
À la fin de l'année, sa mère l'inscrit, sans le prévenir,, aux auditions de la célèbre émission de télévision de Raymond Marcillac, Télé Dimanche, qui propose chaque semaine un télé-crochet intitulé Le jeu de la chance. Ce moment attendu des téléspectateurs, qui doivent voter pour leur candidat favori, a déjà rendu célèbres Mireille Mathieu et Georgette Lemaire. Plutôt que des imitations, Thierry fait le choix d'interpréter L'air de la calomnie du Barbier de Séville de Rossini. Sélectionné parmi des dizaines de candidats, il est appelé pour participer à l'émission en direct, le dimanche 4 janvier 1970. Le présentateur Jacques Martin reste étonné par ce jeune candidat, interprétant avec une grande assurance un air si compliqué. La performance impressionne le public qui le plébiscite largement et le déclare vainqueur pendant plusieurs semaines consécutives, avec des chansons comme Toison d'or de Francis Lopez, Exodus d'Édith Piaf ou La Quête de Jacques Brel. Thierry Le Luron commence à être reconnu dans la rue, à signer des autographes. On lui propose même de changer de nom, ce qu'il refuse.
Le 11 février 1970, l'émission est consacrée entièrement à l'anniversaire du célèbre animateur Jean Nohain. Thierry l'imite pendant quelques minutes, en direct et devant l'intéressé, puis termine son hommage avec la voix de Jacques Chaban-Delmas, ce qui ne manque pas d'impressionner le vieux présentateur,. Le soir-même, il est engagé à L'Échelle de Jacob comme animateur chargé d'annoncer les numéros. Il y rencontre son premier auteur, Patrick Font, et commence à fréquenter le monde de la nuit,.

### Les années de succès

#### Une ascension fulgurante
Il est remarqué au cabaret Don Camilo par le producteur Paul Lederman, qui lui fait signer un contrat et lance sa carrière. En 1971, paraît son premier disque Le Ministère patraque, qui rencontre un grand succès. Il donne son premier spectacle en tant que vedette en mars 1971 à l'Olympia, puis, un an après, à Bobino, en février-mars 1972. Il assure la première partie du spectacle de Claude François lors d'une tournée à l'été 1972. Ce dernier est agacé par le succès qu'il obtient.
De janvier 1973 à juillet 1973, il anime sa première émission sur la première chaîne française, Le Luron du dimanche, enregistrée au studio 101 de la maison de la Radio à Paris. Il crée la même année son nouveau spectacle au théâtre des Variétés.
À 21 ans, il quitte son premier appartement de la rue Saint-Jacques pour s'installer boulevard Saint-Germain, dans un luxueux appartement de 400 m2 avec jardin, pour notamment se rapprocher de la brasserie Lipp, son restaurant favori. Alors qu'il vit seul dans ce pied-à-terre, des rumeurs sur sa sexualité défraient la chronique, ce qui l'amène à poser pour une série de photographies avec son amie Sylvie de La Rochefoucauld, qui passe quelque temps pour la « fiancée » de Thierry.
En octobre 1975, une mauvaise critique de son spectacle au Don Camilo par Bernard Mabille lui fait comprendre que son humour a mal vieilli. Il se sépare de Paul Lederman, également imprésario de Coluche, alors en pleine ascension, et prend comme producteur Hervé Hubert. Se remettant en cause, il engage pour écrire ses sketchs Pierre Desproges, puis en 1979 Bernard Mabille, et s'inspire du comique américain Lenny Bruce, qu'il découvrit grâce au biopic Lenny de Bob Fosse, pour adopter un humour plus corrosif sur la classe politique.
Thierry Le Luron teste chaque soir auprès de ses amis ses derniers portraits féroces. La « bande de Le Luron » comprend notamment Jacques Collard, Jacques Pessis, Pierre Guillermo, François Diwo, Luc Fournol et Bernard Mabille. Au cours de joyeuses agapes dans le restaurant Le Chamarré de Jacques Collard, puis à l'Alcazar de Jean-Marie Rivière, et enfin Chez Castel, les portraits, imitations et sketches sont peaufinés et donnent naissance à des spectacles très élaborés : l'Olympia (décembre 1976), Bobino (février-avril 1978), théâtre Marigny (octobre 1979-juin 1980), Thierry Fééries au Palais des congrès de Paris (novembre 1980-janvier 1981), De de Gaulle à Mitterrand au théâtre Marigny (janvier-décembre 1983), Le Luron en liberté au théâtre du Gymnase (novembre 1984-mars 1986).
Il poursuit en même temps une intense activité à la télévision et à la radio : Chat en poche de Georges Feydeau dans le cadre d'Au théâtre ce soir (diffusé le 24 octobre 1975), Numéro 1 de Maritie et Gilbert Carpentier (mars 1976 et juin 1979), C'est du spectacle (1980-1981), etc. De 1978 à 1979, il anime une émission hebdomadaire, Des parasites sur l'antenne, sur France Inter avec notamment Pierre Desproges, Lawrence Riesner, Bernard Mabille et Évelyne Grandjean comme chroniqueurs.
En 1979, il déménage à nouveau pour un appartement plus petit, au dernier étage avenue Montaigne, parce qu'il ne supporte plus son immense appartement qu'il ressent comme un immense désert. Mais le temps de travaux il vit six mois chez Jacques Collard.
De 1979 à 1982, il présente sur France Inter une émission quotidienne, Le Luron de midi, toujours avec Pierre Desproges, Lawrence Riesner et Bernard Mabille auxquels s'ajoute Bernard Pilot. En 1981, il enregistre le générique de la série animée télévisée Rody le petit Cid.

#### Derniers succès, entre censure et provocation

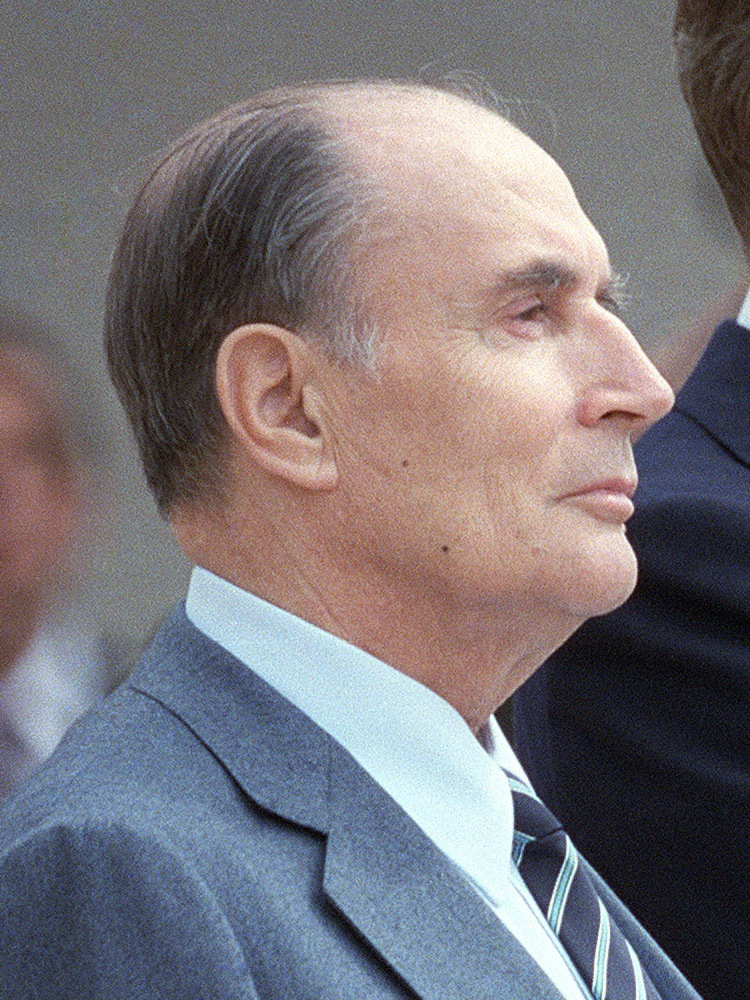
Le président François Mitterrand est une des cibles favorites de Thierry Le Luron dans les années 1980. C'est à lui que l'imitateur dédie L'emmerdant c'est la rose, parodie d'une chanson de Gilbert Bécaud, L'important c'est la rose, face caméra et en direct, lors de l'émission Champs-Élysées en 1984.

Le 10 mai 1981, François Mitterrand est élu président de la République avec un peu plus de 51 % des suffrages exprimés. Si la victoire historique de la gauche est largement fêtée par une partie de la population, Thierry Le Luron est sincèrement affecté par l'élection de celui qu'il imite depuis des années sans l'épargner ; il en pleure même devant son ami Jacques Collard, avec qui il assiste en direct à la désillusion des partisans de Valéry Giscard d'Estaing. Lors des élections législatives qui suivent, la nouvelle majorité socialiste bouscule le paysage politique du pays et remplace l'ancien président de l'Assemblée nationale, Jacques Chaban-Delmas. Devant ces changements importants et le retrait provisoire de celui que Thierry imite depuis ses débuts (et qui a largement contribué à sa popularité) l'artiste se décide à « renouveler [son] fonds de commerce ». Optimiste, il répond à l'ironie d'un hôtelier qui lui prédit la faillite, avec ces mots : « Dites-moi, vous fermez votre hôtel, vous, quand un client s'en va ? ». Et comme pour marquer sa volonté d'entamer une nouvelle époque, il se réconcilie en décembre avec son auteur Bernard Mabille dans les locaux de la Maison de la Radio à Paris. Après une nuit arrosée, il lui propose d'écrire de nouveaux sketchs pour une émission de télévision en direct, le soir du 31 décembre. Dans Sylvestre ou Le Luron du réveillon, il parodie des chanteurs comme Charles Aznavour ou Gilbert Bécaud et brocarde Renaud ou Denise Fabre. Quelques semaines plus tard, le 27 février 1982, s'ouvre la première cérémonie des César sous l'égide d'un ministre de la culture socialiste, Jack Lang. Ce soir-là, le président François Mitterrand remet la légion d'honneur à Orson Welles. Georges Cravenne a décidé de confier quelques minutes de présentation à Thierry Le Luron. Craignant d'être censuré, l'imitateur n'a pas répété et c'est en direct qu'il entre en scène au milieu de la soirée, vêtu de noir et rose à la main, au son des premières notes de la musique de La Panthère rose. Avec la voix et la gestuelle du nouveau président de la République, il ironise sur la position privilégiée de Roger Hanin et Christine Gouze-Rénal, multiplie les jeux de mots, raille « la grande illusion » du programme socialiste puis termine en associant des titres de films récents au nom des principaux ministres du gouvernement : « Claude Cheysson : Tais-toi quand tu parles ; Gaston Defferre : Main basse sur la ville [...] Charles Fiterman : Espion, lève-toi. ». Avec cette imitation, chaleureusement applaudie par le public présent dans la salle, Thierry Le Luron impose son « premier geste officiel d'opposant au pouvoir en place », lequel ne tarde pas à réagir en imposant à l'imitateur un nouveau contrôle fiscal dans les semaines qui suivent. De plus, les principaux dirigeants des chaines de télévision et de radio sont officieusement invités à ne plus recevoir Thierry Le Luron dans leurs émissions,.
Pourtant, de septembre 1982 jusqu'en juin 1983, Jacques Abergel et Philippe Gildas, alors directeurs de l'antenne et des programmes d'Europe 1, confient à Thierry Le Luron la présentation d'une nouvelle émission, Les Lurons d'Europe 1, diffusée tous les jours entre onze heures et midi. En compagnie de ses amis Bernard Mabille et François Diwo, l'imitateur enchaîne en direct les parodies, les canulars téléphoniques, les fausses interviews et reçoit un invité qui peut, s'il le souhaite, participer avec humour au feuilleton récurrent de l'émission, Dalidallas : le feuilleton qui délasse. Avec La folle interview de Jean-Pierre Fracasse, Le Luron et Mabille s'amusent à éreinter les hommes politiques en fonction de l'actualité, parfois violemment. L'arrêt de l'émission au bout d'une saison s'explique probablement par la virulence de cette chronique, notamment sur le pouvoir en place. Absent des écrans de télévision, Thierry Le Luron remonte sur scène au Théâtre Marigny le 21 janvier 1983 pour son nouveau spectacle, De de Gaulle à Mitterrand, où il imite soixante « des plus grandes personnalités de la politique, de la télévision, de la chanson et leurs plus célèbres succès... ». Dans des décors luxueux, changeant entre chaque sketch grâce à un plateau tournant, l'imitateur s'offre un « one man show théâtral » où des extraits vidéos de l'Ina doublés par l'artiste succèdent à des bruitages pré-enregistrés et une bande-son composée par un orchestre de quarante musiciens. Outre ses imitations les plus populaires, Thierry Le Luron apporte de nouvelles voix (Annie Cordy, André Malraux ou Georges Pompidou) et un personnage de son invention, Monsieur Glandu, satire féroce du Français moyen changeant d'opinion politique à chaque élection. De nombreux hommes politiques viennent assister au spectacle, dont Jacques Chirac, Jacques Chaban-Delmas, Raymond Barre ou l'ancien président Valéry Giscard d'Estaing, qui s'amuse de son imitation et félicite son auteur à l'issue de la représentation. Thierry Le Luron joue ce spectacle avec un très grand succès jusqu'au 31 décembre, incluant une tournée d'été dans toute la France. De de Gaulle à Mitterrand sort en double 33 tours et en cassette vidéo l'année suivante.
Au début de l'année 1984, l'imitateur reçoit le prix Renaissance des arts, distribué par le Cercle renaissance. Il apparaît dans le film Les parents ne sont pas simples cette année, réalisé par Marcel Jullian, où il interprète son propre rôle, avant de s'envoler pour une tournée en Afrique francophone. Très populaire dans les anciennes colonies françaises, Thierry Le Luron est souvent reçu par les plus hauts dirigeants des pays qu'il visite, notamment Omar Bongo ou Mobutu. Il participe aussi, comme témoin, au nouveau mariage de son ami Eddie Barclay avant de retrouver les ondes pour une émission hebdomadaire avec Robert Lassus, Les fausses conférences de presse. Chaque samedi, les deux amis s'amusent sur les ondes de RTL à caricaturer l'actualité politique. Pour la première fois, Thierry Le Luron abandonne les parodies chantées pour des sketchs sans musiques. Le 10 octobre 1984, il fête ses quinze ans de carrière au Carnegie Hall de New York et pose pour les photographes avec un canotier, accessoire qui rappelle immanquablement l'image de Maurice Chevalier, l'une de ses idoles,. Pour l'occasion, l'artiste français ajoute à ses imitations les voix de Frank Sinatra, Dean Martin, Elvis Presley ou Liza Minnelli et se prend à rêver de succès à l'étranger : « L'Amérique me tente oui. [...] Je voudrais aussi chanter en anglais. Et, plus tard, pouvoir présenter un spectacle avec la réelle dimension internationale ». De retour en France, Thierry Le Luron s'attelle à la promotion de son nouveau disque, Le smurf politic, et de son nouveau spectacle au Théâtre du Gymnase, Le Luron en liberté. Le 31 octobre, déguisé en Monsieur Glandu avec imperméable, béret et petite moustache, l'imitateur se fait photographier pour la presse devant le 22, rue de Bièvre à Paris, domicile personnel de François Mitterrand. Arrêté par les policiers en faction devant la porte, il est emmené en garde à vue au commissariat du 5e arrondissement avant d'être relâché quelques heures plus tard. Le 10 novembre, Thierry Le Luron est de retour à la télévision dans Champs-Élysées, une émission très populaire, en direct, présentée par son ami Michel Drucker. Il imite d'abord Serge Lama en détournant les paroles de sa chanson Souvenirs attention danger pour s'attaquer férocement au leader du Front national Jean-Marie Le Pen, qu'il compare à un « gros menhir aux cheveux blonds comme les blés entouré par des légions de crânes rasés ». À la fin de l'émission, après avoir évoqué son actualité, l'imitateur prend la voix de Guy Lux, annonce « notre Gilbert Bécaud national » et entonne avec la voix du chanteur les premières notes de L'emmerdant, c'est la rose, parodie de L'important c'est la rose. La stupéfaction du présentateur est d'autant plus forte que la chanson n'a pas été répétée l'après-midi et que Thierry Le Luron s'amuse à faire reprendre en chœur son refrain par un public venu de Lille, dont l'ancien Premier ministre socialiste Pierre Mauroy est le maire, avant de s'adresser directement au président, face caméra, en chantant « Je dédie au président, cette chanson, ce poème, en forme de requiem pour ses tympans ». L'effet est immédiat : Michel Drucker termine l'émission par un pessimiste « À samedi, j'espère ! », le standard téléphonique explose et l'audimat atteint les dix millions de téléspectateurs. Dans les jours qui suivent, la presse française se fait l'écho de la nouvelle provocation de l'imitateur vedette, qui ne compte pas s'arrêter sur ce nouveau succès. Jean-Marie Le Pen intente un procès en diffamation parce qu'il s'estime agressé dans ce « portrait-robot d'un hitlérien de poche ». Le Premier ministre Laurent Fabius, qui assure ne pas avoir vu l'émission, déclare qu'une « limite a été franchie ». Quelques jours plus tard, Thierry Le Luron interprète sur le plateau du Grand Échiquier de Jacques Chancel une parodie de Ces gens-là, devenue Chez les Fafa, où il s'attaque à Laurent Fabius et au décalage entre son important patrimoine financier et l'image proche du peuple qu'il cherche à donner,. Ses diverses apparitions dans les médias sont commentées par des personnalités politiques, de gauche comme de droite, et s'avèrent extrêmement bénéfiques pour le spectacle au Gymnase, qui affiche complet pour plusieurs mois.

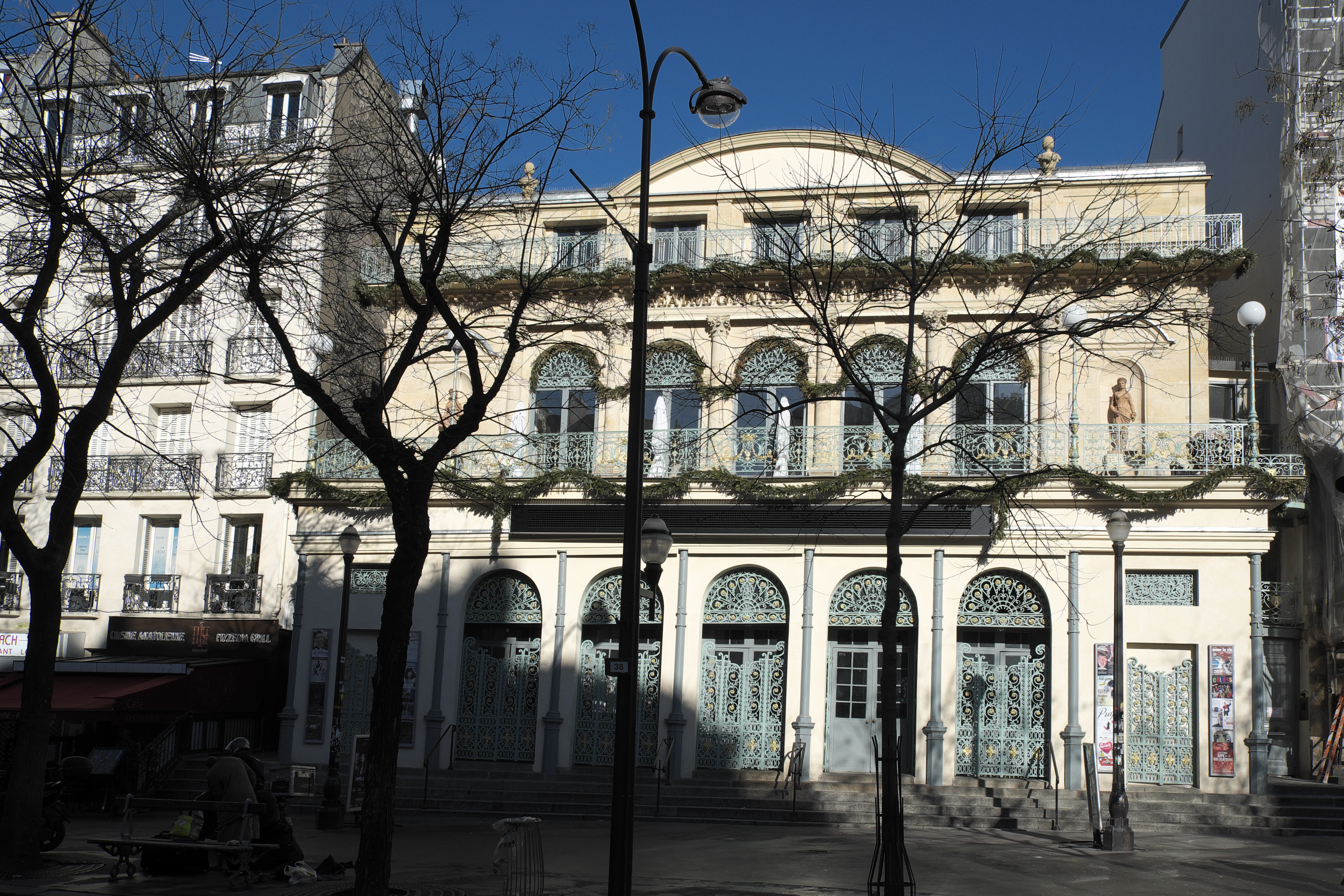
Le dernier spectacle de Thierry Le Luron au Théâtre du Gymnase attire près de 400000 spectateurs entre 1984 et 1986.

Sur scène, Thierry Le Luron triomphe tous les soirs devant un public qui se déplace souvent de toute la France. Le Luron en liberté lui permet de retrouver un plateau tournant pour changer de décor rapidement, passant ainsi de l'Assemblée nationale à un plateau de télévision, du jardin de Raymond Barre à la loge d'Adolphe Benito Glandu, concierge du 22, rue de Bièvre. L'importance donnée à ce personnage imaginaire s'accentue encore plus dans un sketch d'une vingtaine de minutes où il se présente comme « pétainiste sous Pétain, mendésiste sous Mendès France, socialiste du 10 mai 1981 au 11 mai 1981 ». Le reste du spectacle n'est plus aussi chanté que les précédents et les sketchs les plus longs sont ceux consacrés à Georges Marchais, Jacques Chirac, Raymond Barre et François Mitterrand. Le succès populaire fait vendre une cassette vidéo qui reprend ses Interdits à la télévision et décide le journal Le Point à lui consacrer une page entière intitulée « Le Luron, le contre-pouvoir du rire ». Pourtant, son passage dans l'émission de Patrick Sabatier le soir du 31 décembre est coupé au montage, au motif que l'émission était trop longue. Ulcéré et victime d'un nouveau contrôle fiscal, l'imitateur écrit une lettre ouverte au président de la République : « Cette séquence a été censurée ! [...] Il paraît cependant que ce mot ne fait pas partie de votre vocabulaire. [...] J'espère que pour le Nouvel An, vous avez donné ses étrennes à Hervé Bourges [le président de TF1], ça se fait pour les domestiques ».
En juillet et août 1985, Thierry Le Luron participe à une quarantaine de spectacles du Podium Europe 1 sur les stations balnéaires des côtes françaises. Avec Michel Drucker pour lui donner la réplique, il perfectionne son imitation d'Alice Sapritch dans des sketchs improvisés pendant de longues minutes. Réconcilié avec son ancien producteur Paul Lederman et prêt à faire sa rentrée au Théâtre du Gymnase, il imagine avec Coluche l'idée d'un grand canular pour se moquer du mariage qu'Yves Mourousi, le présentateur vedette du JT de TF1, vient d'annoncer à la presse. Thierry Le Luron n'a pas supporté les violentes critiques du journaliste à l'encontre de son ancien spectacle et ne croit pas à la véracité de son histoire d'amour, Mourousi étant réputé fêtard et connu, dans le Tout-Paris du moins, pour ses aventures masculines. Sur Europe 1 où il anime une émission, Coluche annonce son prochain mariage avec Thierry Le Luron, deux jours avant la véritable union dont ils veulent se moquer. L'imitateur entame les provocations quelques jours avant la cérémonie en déclarant : « Je voulais que Coluche soit habillé par Pierre Cardin. Mais [...] pour le mariage de Mourousi, il doit faire les deux robes ». Le 25 septembre 1985, à Montmartre, habillé d'un costume à queue-de-pie et d'un haut-de-forme, Thierry Le Luron épouse Coluche « pour le meilleur et pour le rire » devant une foule compacte puis entame une longue traversée de Paris dans une calèche, suivie par des milliers de parisiens, des dizaines de journalistes et quelques amis comme Eddie Barclay, déguisé en femme, et Carlos, déguisé en bébé. Le cortège termine sa parade au Fouquet's, où le couple apparaît une dernière fois au balcon du restaurant. Si l'événement est largement commenté dans la presse, qui salue la liberté de ton des deux artistes, plusieurs amis de Thierry (son producteur, notamment) désapprouvent cette vengeance publique dont l'attention s'est essentiellement portée sur Coluche. L'imitateur reconnaîtra par la suite que ce mariage n'était peut-être pas une bonne idée. Pour autant, Thierry Le Luron continue de triompher au Gymnase avec son spectacle qui attire, du 16 novembre 1984 au 16 mars 1986, près de 400 000 spectateurs,.

### Dernières années et fin de vie
En septembre 1984, alors que son nouveau 33 tours, Le Luron interdit, est fait disque d'or, l'imitateur apprend qu'il est atteint d'un cancer métastatique. Dans le plus grand secret, il multiplie les allers et retours aux États-Unis où il consulte des spécialistes, qui se montrent pessimistes quant à l'espérance de vie de leur patient. Pourtant, Thierry Le Luron ne change rien à sa vie quotidienne et, si elle est désormais ponctuée de visites régulières dans plusieurs hôpitaux parisiens, l'humoriste continue de jouer son spectacle à Paris et en tournée. En novembre 1985, il participe à un gala organisé par son amie Line Renaud en faveur de la lutte contre le sida où il fustige le manque de personnalités politiques présentes. Soignant ses douleurs, qui apparaissent progressivement, par des vitamines et des piqûres de cellules fraîches, il présente de plus en plus de difficultés à se déplacer normalement : il boitille, traîne la jambe gauche et ne parvient pas à se débarrasser d'une bronchite persistante. Cet état asthénique ne manque pas d'inquiéter ses amis et techniciens, auxquels il réplique toujours par la plaisanterie.
Le 28 décembre 1985, il est incapable de monter sur scène et ressent les effets d'une paralysie de tout son côté gauche. Après la représentation, il est transporté d'urgence à l'hôpital Lariboisière, dans un état semi-comateux. Durant son séjour prolongé à l'hôpital, sous le pseudonyme de Jean Gilles (ses deuxième et troisième prénoms), l'artiste ne reçoit que quelques proches, dont son producteur Hervé Hubert, son auteur et ami Bernard Mabille et le pianiste Daniel Varsano, son discret compagnon,. Les médecins lui diagnostiquent de nouvelles tumeurs au cerveau et une évolution rapide de son cancer, probablement liée à une infection au VIH affaiblissant jour après jour ses défenses immunitaires,. Thierry Le Luron ne pense qu'à remonter sur scène et veut à tout prix préserver le secret de son état de santé. Pour la presse, il a été victime d'une méningite virale et « d'une encéphalite grave ». Dans Paris Match, il dément les rumeurs qui commencent à courir à son sujet et déclare : « J'ai dû décevoir quelques mauvaises langues qui colportaient dans Paris que j'avais une tumeur au cerveau, le sida, le cancer, bref que j'étais en train de crever à l'hôpital ». Dans De bruit et de fureur (Plon, 2016), Virginie de Clausade indique qu'il apprend qu'il est porteur du VIH le 8 janvier 1986.
Après quelques jours de repos chez un ami à la campagne, il décide de remonter sur scène et de jouer en direct dans une émission de Michel Drucker le sketch où il imite Raymond Barre à Saint-Jean-Cap-Ferrat. Son auteur Bernard Mabille, avec qui il répète, assiste impuissant aux tourments de l'imitateur qui oublie son texte, doute de son efficacité et s'emporte dans des colères stériles envers ses techniciens. Le 28 janvier 1986, un mois après l'interruption du spectacle, il reprend Le Luron en liberté au Gymnase, non sans difficultés. Sa vivacité n'est plus la même, l'imitateur doit s'asseoir plus qu'à l'accoutumée, consulter son prompteur pour ne pas oublier son texte mais il refuse, par respect du public, de chanter en playback. Malgré tout, Thierry Le Luron assure l'ensemble des représentations jusqu'au 16 mars. Lors d'un court séjour familial en Bretagne, il évoque pour la première fois avec sa sœur la disparition de son ancien compagnon Jorge Lago (es) des suites du sida et la possibilité pour lui d'une « infection ».
Quelques jours plus tard, avec l'aide de son amie Line Renaud et grâce à l'influence du Premier ministre Jacques Chirac,, il est admis à l'hôpital de Bethesda, à côté de Washington aux États-Unis, pour y subir un traitement expérimental contre le sida à base d'Interleukine 2. Les premiers effets lui rendent une certaine vitalité même si elle est ponctuée de fréquentes rechutes, qu'il confie par téléphone à Line Renaud. En mai, il profite d'une émission consacrée à Alice Sapritch pour annoncer en direct son prochain retour sur scène. En juin, il assiste aux obsèques de son ami Coluche, où les caméras de télévision le montrent très éprouvé par le chagrin. Sa santé se dégrade quelques jours plus tard et il est hospitalisé à l'institut de cancérologie de Villejuif où il commence une chimiothérapie légère, pour continuer à vivre normalement. L'imitateur assure à l'été 1986 une série de galas dans toute la France et refuse de ménager son existence impatiente, ponctuée d'excès. À Villefranche-sur-Mer, il termine son spectacle en ironisant sur les rumeurs qui annoncent sa mort : « Veuillez me pardonner, je ne resterai pas trop longtemps car ma tombe ferme à 23 heures ! Le mourant vous embrasse ! ». Il s'occupe dans le même temps de suivre l'aménagement de sa nouvelle villa à Saint-Tropez et improvise des sketchs lors d'une soirée dans un célèbre restaurant, en compagnie d'Eddie Barclay et de nombreux amis qu'il prend plaisir à imiter. Maquillé et épuisé, il reçoit pourtant des photographes à qui il offre l'apparent bonheur qu'il dit savourer sur la Côte d'Azur.
À Paris, Thierry Le Luron est installé dans une suite de l'hôtel de Crillon, qui domine la place de la Concorde, le temps nécessaire aux travaux de son nouvel appartement, rue du Cherche-Midi, qu'il n'habitera jamais. Très fatigué par la maladie et les effets de la chimiothérapie, il prépare pourtant son nouveau spectacle au Palais des Congrès, prévu pour le 29 octobre, dont les affiches commencent à être collées partout dans Paris. Pour dissimuler autant que possible son véritable état de santé,, il demande à son ami Jacques Collard d'organiser un repas à l'espace Cardin pour montrer au tout-Paris qu'il est en pleine forme. Il joue son spectacle au casino de Vittel fin septembre. Convaincu qu'il peut encore guérir, il multiplie les annonces rassurantes à la presse : dans Paris Match, il affirme qu'il n'a « ni le sida, ni le cancer » ; le 13 octobre, il annonce au micro d'Europe 1 qu'il a souffert des rumeurs sur son compte et qu'il travaille à l'écriture de son spectacle. Deux jours plus tard, il donne sa dernière interview à son amie, la journaliste Jacqueline Cartier, pour le journal France-Soir.
Désormais conscient qu'il ne pourra pas monter sur scène au Palais des Congrès, il décide d'annoncer publiquement qu'il souffre d'un cancer, par l'intermédiaire du professeur Schwartzenberg, qui s'occupe de lui depuis plusieurs mois. Le 22 octobre 1986, le communiqué révèle que l'artiste souffre d'un cancer des voies respiratoires, qui « l'empêche actuellement d'honorer tous ses contrats ». Sollicité par les médias, Schwartzenberg dément tout lien avec le sida et affirme même que « cela n'a rien à voir ». L'imitateur, rendu méconnaissable par la maladie, voit sa santé se détériorer rapidement et s'isole dans sa suite du Crillon. À l'exception de quelques proches, il refuse de recevoir sa famille et ses amis, avec lesquels il ne communique plus que par téléphone ou par courrier,. Il rédige une longue lettre à l'attention de sa mère, dans laquelle il lui confie sa solitude permanente et l'amour de son métier; ce métier seul, lui a offert ses plus belles joies. À Jean-Michel Di Falco, avec qui il entretient une correspondance, il écrit le 29 octobre 1986 : « Je dois dire que je n'ai jamais perdu la foi, mais j'ai surtout retrouvé la pratique de la prière ».

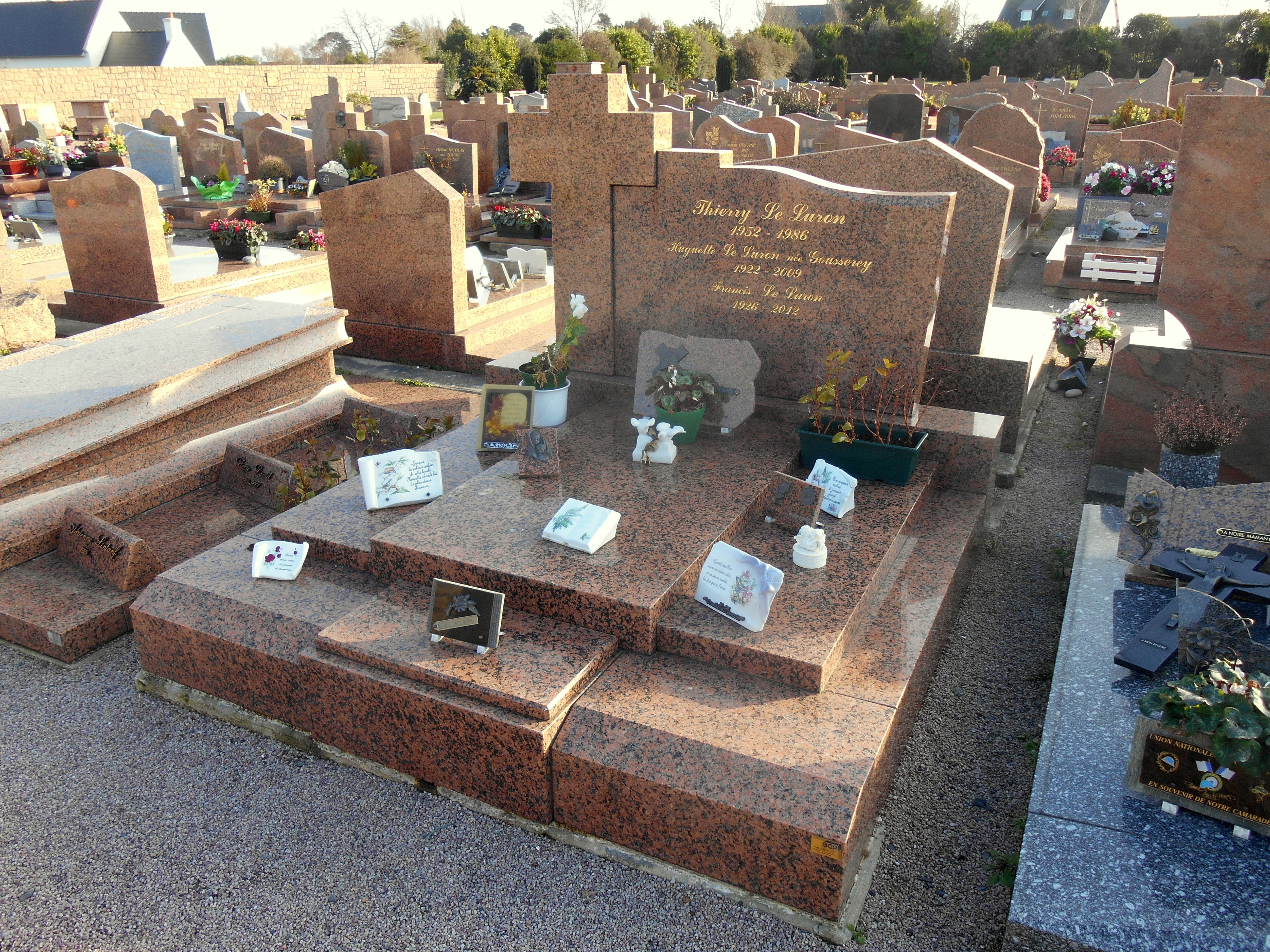
Thierry Le Luron est enterré dans le cimetière de La Clarté à Perros-Guirec (Côtes-d'Armor), aux côtés de ses parents.

Dans la nuit du 12 au 13 novembre, à bout de forces, il est transféré en urgence à la clinique du Belvédère à Boulogne-Billancourt, en service de réanimation,. Conscient lorsqu'il arrive, mais souffrant terriblement et pris de violentes crises d'étouffement, il s'y éteint à sept heures du matin, âgé de seulement 34 ans. Le livre enquête consacré à Thierry Le Luron par Virginie de Clausade (De bruit et de fureur - éditions Plon - 2016), petite-fille de Roland Hubert et nièce d'Hervé Hubert, producteurs et amis de l'artiste mais aussi témoins directs des circonstances de sa fin, vient contredire cette version. Thierry Le Luron est mort le 13 novembre 1986 à 4 h 30 du matin dans la suite 443 qu'il occupait au Crillon, veillé par le professeur Léon Schwartzenberg et deux infirmières. Il a été décidé, en accord avec ses producteurs arrivés sur place à cinq heures du matin, et le directeur du palace, prévenu à six heures du matin, de transporter discrètement la dépouille de Thierry Le Luron dans une ambulance et non un corbillard jusqu'à la morgue de la clinique du Belvédère, à Boulogne-Billancourt. Ce stratagème a permis de déjouer la surveillance des journalistes et de préserver la tranquillité de l'hôtel. Le certificat de décès indique sept heures du matin, heure de l'arrivée du corps sans vie de Thierry Le Luron à la clinique du Belvédère.
Son cercueil est transporté au funérarium du Mont Valérien où des anonymes et des personnalités viennent se recueillir et signer des registres de condoléances. Le 18 novembre, une cérémonie est organisée par Jean-Michel Di Falco en l'église de la Madeleine à Paris, en présence d'amis, de proches et de plusieurs hommes politiques, dont l'ancien président de la République Valéry Giscard d'Estaing et le Premier ministre Jacques Chirac. Une foule imposante se masse le long des rues alentour pour rendre un dernier hommage à l'imitateur et entendre la messe, retransmise à l'extérieur par des haut-parleurs. La chanteuse Nana Mouskouri interprète l'Ave Maria de Schubert et la cérémonie se termine par une chanson interprétée par Thierry Le Luron, Nous nous reverrons un jour ou l'autre,. Le lendemain, l'imitateur est inhumé dans le cimetière de La Clarté, à Perros-Guirec en Bretagne.

## Postérité

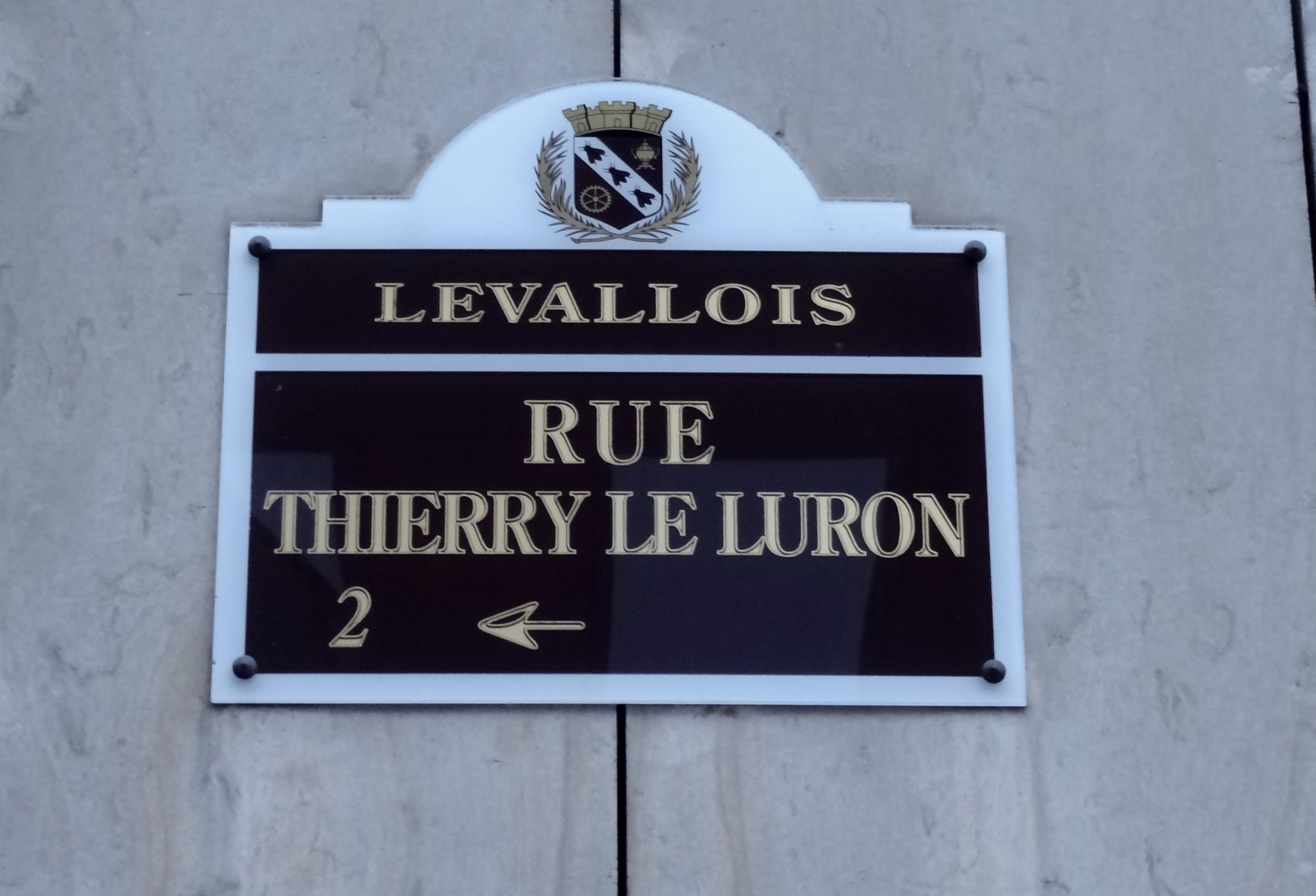
La rue Thierry Le Luron à Levallois-Perret. Plusieurs rues en France portent le nom de l'imitateur.

### Hommages écrits et télévisuels
Le 10 mars 1991, La Cinq diffuse « Coluche-Le Luron Pour toujours » ou « Coluche, Le Luron, est-ce bien raisonnable ? », réalisé par André Leroux ; cette émission présente des sketchs et extraits de spectacles des deux comiques et se termine par le mariage public de Coluche et Le Luron,.
Les Géants du Music-hall : Thierry Le Luron, réalisé par André Flédérick et diffusé le 12 septembre 1991 sur La Cinq, retrace la carrière de l'humoriste.
Le 4 avril 2016, à l'occasion des 30 ans de sa disparition, France 3 diffuse « Thierry Le Luron, le miroir d'une époque », réalisé par Mathias Goudeau ainsi qu'un hommage à Perros-Guirec les 18 et 19 novembre 2016.
En novembre 2021, l'INA a rediffusé l'émission À bout portant consacrée à sa personne pour les 30 ans de sa mort.
À noter que plus récemment, Valeurs actuelles a également sorti en été 2023 un numéro spécial Hors série qui parle en partie de lui et intitulé aussi "L'âge d'or du rire français".

### Controverses autour de sa mort
La disparition prématurée de Thierry Le Luron est la source de nombreuses polémiques et controverses, principalement liées à la réalité de la maladie qui l'a emporté en novembre 1986. Si l'imitateur a toujours nié être atteint du sida, il a aussi voulu conserver, autant que possible, le secret sur son véritable état de santé. Pourtant, de nombreux proches, amis et intimes de l'humoriste ont affirmé par la suite que sa mort était consécutive du sida, ce qui a été largement évoqué par sa sœur dans un livre paru en 2013.

#### Un secret voulu par Thierry Le Luron
Thierry Le Luron aurait appris être atteint d'un cancer dès 1984, l'obligeant à effectuer plusieurs séjours rapides aux États-Unis pour consulter des spécialistes. Mais c'est en décembre 1985, après une difficulté à assurer normalement une représentation de son spectacle Le Luron en liberté au Théâtre du Gymnase, où il triomphe depuis plusieurs mois, qu'il est conduit d'urgence à l'hôpital Lariboisière pour y subir des examens. Dès lors, et jusqu'à la fin de sa vie, l'humoriste va tout faire pour cacher la vérité de son état de santé à son public et ses proches. Cloué sur son lit d'hôpital pendant plusieurs semaines, il ne tolère que de rares visites ou confidences. À son ami et auteur Bernard Mabille, il déclare, rassurant, que « tout va bien » mais qu'il aurait « un sale truc au cerveau ». La presse évoque une « hospitalisation pour sciatique et forte fatigue » puis une « méningite virale grave ». À sa famille qu'il veut préserver, Thierry Le Luron explique qu'il a été soigné d'une toxoplasmose, due à une bactérie. Il termine ensuite sa saison au théâtre, épuisé et multipliant les trous de mémoire, puis s'envole pour les États-Unis afin d'y suivre un nouveau traitement. Il est soigné près de Washington et seuls quelques très rares amis, dont Line Renaud, connaissent la réalité de son état,.

L'humoriste entame sa tournée de spectacles dans toute la France en juillet et août 1986 et ironise sur ceux qui annoncent sa mort. Désirant faire taire toutes les rumeurs qui le concernent auprès du grand public, Thierry Le Luron réfute les rumeurs dans le journal télévisé d'Antenne 2 puis répond à une interview du journal Paris Match à la rentrée, quelques mois avant sa mort. Concernant son hospitalisation de décembre, il déclare avoir été victime d'une « douleur intolérable » liée à une sciatique et une bronchite, après de nombreuses et épuisantes représentations au Gymnase. Quand le journaliste l'interroge : « Thierry, on m'a affirmé que vous aviez le sida », l'humoriste rétorque : « Désolé, messieurs les calomniateurs, je ne suis pas mourant. Je n'ai ni le cancer, ni le sida. Je ne suis pas le Rock Hudson français ! ». Le 13 octobre 1986 sur Europe 1, il fait encore semblant d'être en pleine forme et quand Jean-Pierre Elkabbach lui demande de confirmer que « ça va », il répond en riant « Vous viendrez voir ! ». Pourtant, l'imitateur sent ses forces le quitter progressivement. Enfermé dans une chambre de l'hôtel de Crillon, il décrit la réalité de sa maladie à Daniel Varsano dans une lettre : 

« J'ai commencé la chimio le 23 septembre dernier. La première semaine, tout s'est bien passé. Ensuite, j'ai commencé à perdre mes cheveux. [...] Mes derniers jours sont atroces. Le mal fait des ravages et le traitement bouleverse les faibles défenses qui me restent. Une infection pulmonaire PPC développe dans ma gorge un genre d'abcès blanc qui m'empêche de parler. Je ne communique plus que par de petits bouts de papier et mes messages se font de plus en plus laconiques. Mon vieux, c'est cuit ! »

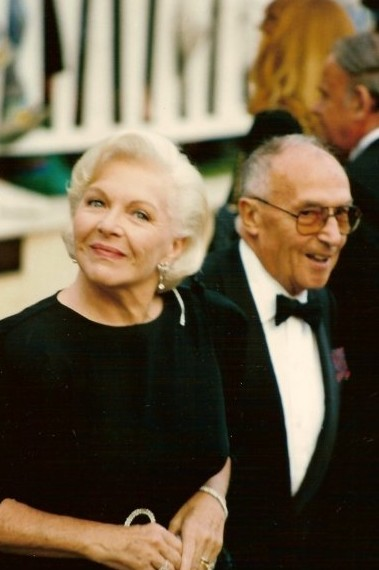
En 2010, Line Renaud est l'une des premières à confirmer publiquement à la télévision l'immunodéficience acquise de Thierry Le Luron et « le tabou » que cela représente encore, près de 25 ans après sa disparition.

Quelques jours plus tard, le professeur Léon Schwartzenberg déclare à la radio que « des nécessités médicales, impérieuses, contraignent Thierry Le Luron, à se soumettre à un traitement qui l'empêche actuellement d'honorer tous ses engagements », démentant ainsi toute rumeur liée au sida,. À la sœur de l'humoriste, il confie également que son patient souffre d'un « cancer du tube digestif, estomac, intestins, compliqué d'une mycose dans la bouche » et qu'il n'a pas voulu, dans un premier temps, s'imposer une chimiothérapie trop lourde qui l'aurait empêché de poursuivre sa vie normalement. Thierry Le Luron meurt le 13 novembre 1986, officiellement des suites d'un cancer des voies respiratoires ou des cordes vocales,. En 2013, sa sœur évoque un cancer généralisé.
De nombreux témoignages d'amis ou collaborateurs affirment que l'imitateur était parfaitement conscient de la réalité de sa maladie, dont il aurait été informé à sa sortie de l'hôpital Lariboisière en janvier 1986. Les raisons qui le poussèrent à la dissimuler sont différentes selon les sources. Sa sœur veut voir, dans ce renfermement sur lui-même, une volonté de l'imitateur de se croire plus fort que la maladie pour continuer à faire des projets, ainsi qu'une façon de préserver sa famille, en particulier sa mère, d'une agonie psychologiquement et physiquement insupportable. Cette dernière explication fut reprise par la presse après l'annonce officielle du cancer de Thierry. Contextualisée, une autre hypothèse tend à rappeler qu'affirmer sa séropositivité au VIH au milieu des années 1980 était difficile et impliquait souvent de dévoiler une part de sa vie privée, ce que refusait Thierry Le Luron.

#### Des révélations tardives à propos du sida
Le soir de la mort de Thierry Le Luron, le journaliste Bernard Rapp, qui présente le journal télévisé d'Antenne 2, déclare que l'humoriste est mort d'une « longue maladie dont il avait préféré très longtemps nier la gravité », sans en dire davantage. Les nombreux hommages qui se succèdent dans les médias n'évoquent jamais le sida. Il faut attendre 1992 pour que le magazine Vanity Fair publie une photo de l'imitateur français au milieu d'une galerie de portraits consacrée aux personnalités décédées du virus. En France, le sujet reste tabou. Bernard Mabille parle d'un « mal incurable » dans son ouvrage Il m'appelait Maboule en 1987 ; Bernard Moncel, dans la biographie qu'il consacre à l'inimitable imitateur en 1994 n'écrit pas un mot sur les rumeurs liées au sida du vivant de Thierry, pas plus que sur la réalité du mal dont il a souffert. La même année, l'émission Destins brisés, diffusée sur TF1 et consacrée à la carrière de l'imitateur vedette des années 1970 et 1980 , se contente de citer « le mal qui le ronge ».
Un décès lié à une immunodéficience acquise commence à être parfois évoqué timidement dans les années 2000. En 2006, vingt ans après la mort de l'imitateur, la femme politique Nathalie Kosciusko-Morizet déclare dans une interview à Sida Info Service qu'une étape marquante de sa sensibilisation au virus du sida a été la mort de Thierry Le Luron. Mais c'est surtout Line Renaud, très engagée auprès du Sidaction, qui évoque la mort de son grand ami et « le tabou » qui l'entoure lors de l'émission Sept à huit dans Line Renaud, une vie d'artiste, diffusée sur TF1 en 2010,,,. L'année suivante, l'animateur Laurent Delahousse présente un numéro d’Un jour, un destin sur France 2, consacré à l'imitateur vedette. De nombreux amis, proches et collaborateurs (dont Bernard Mabille, Jean-Jacques Debout, Hervé Hubert, Paul Lederman ou Régine) témoignent du calvaire enduré par Thierry Le Luron lors de sa dernière année et de la gravité de son état. Mais une polémique naît du fait que le sida n'est jamais évoqué directement dans l'émission, tout au plus le mot est-il prononcé une fois par Jean-Michel Di Falco à propos des rumeurs qui entouraient l'état de santé de l'humoriste. Plusieurs journaux affirment ensuite que cette auto-censure était une condition sine qua non de la famille pour sa participation à l'émission,. Laurent Delahousse tiendra compte de ces critiques et modifiera, pour les rediffusions de l'émission, le commentaire d'Un jour, un destin consacré à l'artiste en employant cette fois clairement le mot sida comme motif de son hospitalisation à l'hôpital Lariboisière. Le 14 février 2012, dans l'émission de Philippe Vandel Tout et son contraire, Jacques Pessis déclare : « Thierry Le Luron était un grand ami... En réalité il est mort du sida — il le savait d'ailleurs lui-même — mais il y a une raison : c'est-à-dire qu'il avait une assurance-vie et des dettes. Et si on avait dit qu'il était mort du sida, ses parents n'auraient pas touché l'assurance... ». Ces propos sont démentis par la famille de l'artiste, qui l'attaque pour diffamation avant d'être déboutée par la justice pour des raisons de procédure le 25 septembre 2013.
En 2013, Martine Simon-Le Luron, la sœur de Thierry, publie un ouvrage intitulé La vie est si courte après tout où elle revient sur sa disparition, sur les rumeurs qui ont entouré sa mort et sur la réalité de sa maladie. Sans parler à la place de son frère, elle écrit pourtant « Le cancer, il en faisait son affaire, le sida aussi j'imagine ». Elle se remémore leurs derniers souvenirs en Bretagne lorsque Thierry évoqua avec elle la mort de son ancien compagnon des suites du sida, ses interrogations quant à une éventuelle infection après son hospitalisation en décembre 1985, ses nombreux voyages aux États-Unis à une époque où la maladie se propageait rapidement dans les milieux homosexuels et affirme qu'elle était la seule de sa famille « à envisager que Thierry pouvait être atteint par cette maladie ». Lors de plusieurs émissions dans les médias pour la promotion de son livre, Martine Simon-Le Luron ne dément pas les différentes affirmations, de Stéphane Bern ou Laurent Ruquier notamment, sur l'immunodéficience acquise de son frère et précise qu'il pourrait être une maladie opportuniste développée à la suite d'une infection par le VIH,,. En effet, le virus herpès humain 8 (VHH-8) est une des causes du sarcome de Kaposi, cancer considéré comme un des symptômes du sida,,, ainsi que son premier partenaire Jorge Lago (es) mort le 23 janvier 1984, en sera victime,,, puis après lui Daniel Varsano mort à Paris le 9 mars 1988,,.

## L'imitateur

### Personnalités imitées

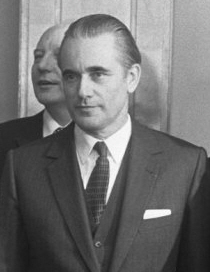
C'est en imitant le Premier ministre Jacques Chaban-Delmas que Thierry Le Luron connaît ses premiers succès auprès du grand public au début des années 1970.

Thierry Le Luron a toujours eu une prédilection pour les imitations de chanteurs de variétés ou d'opérettes, ses premières idoles dont il collectionnait les autographes et reproduisait la gestuelle étant enfant. En 1969, quand il écrit au présentateur Jacques Courtois pour participer à son émission Et avec les oreilles, vous ne savez rien faire ?, il assure savoir imiter les voix de Charles Aznavour, Richard Anthony, Salvatore Adamo ou Maurice Chevalier. Ses premiers spectacles sont essentiellement musicaux et font la part belle à des chanteurs d'opérettes comme Paulette Merval et Marcel Merkès, Tino Rossi ou André Dassary. Ce goût pour les artistes des années 1950 reste prononcé chez Thierry Le Luron, qui cherche à les imposer dans tous ses récitals, incitant son auteur Bernard Mabille, opposé à la présence de ce répertoire, à négliger la rédaction de certaines de ces parodies dans le but qu'elles ne soient pas retenues par l'humoriste.
Certaines personnalités qu'il admire et imite sur scène sont parfois des amis proches : c'est le cas de Line Renaud, Dalida, Chantal Goya ou Charles Aznavour, qui apparaissent dans plusieurs de ses spectacles. Aznavour avait l'intention de lui écrire une opérette, projet qui n'aboutit pas, mais qui donna la chanson Nous nous reverrons un jour ou l'autre, coécrite avec Jacques Plante, qu'il interpréta à la fin de ses spectacles, et qui fut jouée aux obsèques de Thierry Le Luron. Si l'essentiel des voix qu'il peut reproduire est lié à la musique, l'humoriste imite également quelques voix de la télévision ou du cinéma, comme Guy Lux, Jean Nohain, Philippe Bouvard, Denise Fabre ou Alice Sapritch.
Pourtant, c'est avec la voix d'un homme politique, Jacques Chaban-Delmas, que Thierry Le Luron connaît ses premiers succès. Son imitation du Premier ministre au Jeu de la chance en 1970 lui assure une popularité auprès du public et le fait remarquer de la profession. C'est avec cette même voix qu'il enregistre son premier disque, Le Ministère patraque, parodie de la célèbre chanson de Gaston Ouvrard. Par la suite, ses imitations de Valéry Giscard d'Estaing, François Mitterrand, Jacques Chirac, Raymond Barre ou Georges Marchais contribuent largement à sa notoriété et sa réputation de provocateur. Lors des émissions de radio qu'il anime dans les années 1980, comme Les fausses conférences de presse sur RTL avec Robert Lassus, il délaisse progressivement les parodies chantées pour se concentrer sur des sketchs dialogués, plus présents également dans son dernier spectacle au Gymnase, Le Luron en liberté.

### Parodies
- L'emmerdant, c'est la rose, détournement de L'Important, c'est la rose de Gilbert Bécaud
- Le Ministère patraque de Jacques Chaban-Delmas, détournement de Je n'suis pas bien portant de Gaston Ouvrard
- Le Pen, attention danger, chanson sur Jean-Marie Le Pen, détournement d'une chanson de Serge Lama
- Les Gros Mots, détournement de Les Petits Mots, de Dalida
- Le Silence, détournement de Lettre à France, de Michel Polnareff
- Chi Chi Valentino, parodie de Gigi l'Amoroso, de Dalida
- Chez les Fafa, chanson sur Laurent Fabius, détournement de Ces gens-là de Jacques Brel
- La vérité est belle, détournement de la chanson La Montagne de Jean Ferrat.

## Œuvre

### Spectacles
- 1970 : première partie du concert de Pierre Perret à Bobino.
- 1971 : première partie du concert de Rika Zaraï à l'Olympia.
- 1972 : spectacle à Bobino.
- 1973-1974 : spectacle au Théâtre des Variétés.
- 1976-1977 : spectacle à l'Olympia.
- 1978 : spectacle à Bobino.
- 1979-1980 : spectacle au Théâtre Marigny.
- 1980-1981 : Thierry Féeries, Palais des Congrès.
- 1983 : De de Gaulle à Mitterrand, Théâtre Marigny.
- 1984-1986 : Le Luron en liberté, Théâtre du Gymnase et tournée en France.

### Discographie
Albums
- 1971 : Olympia 71 (Pathé-Marconi)

1. Présentation
2. Viens chante et danse (imitation de Marcel Merkès et Paulette Merval)
3. Imitation de Jean Nohain
4. Bambino (imitation de Dalida)
5. Imitation de Darry Cowl
6. Aznapoleon (imitation de Charles Aznavour)
7. Imitation de Salvador Dalí
8. Toute faite (imitation de Guy Béart)
9. Imitations de Georgette Lemaire et Mireille Mathieu
10. L'imprésario (imitation de Mouloudji)
11. L'acrobate (imitation de Barbara)
12. Sans savates (Imitation de Julien Clerc
13. Comment te dire adieu (imitation de Françoise Hardy)
14. La chabanisation (imitation de Jacques Chaban-Delmas)
15. Le ministère patraque (Imitation de Jacques Chaban-Delmas
16. A regarder en l'air (imitation d'Alain Barrière)
17. A demain sur la lune (imitation de Salvatore Adamo)
18. Annonce
19. Que je t'aime (imitation de Johnny Hallyday)
20. Annonce

- 1974 : Thierry et les Petits Lapins (Pathé-Marconi)

1. Le croqueur qui croquait les gens tout crus
2. Sacré Charlemagne
3. Le cirque
4. Pour un flirt
5. Le travail c'est la santé
6. Télévision, télévision
7. La leçon de musique
8. Zorro est arrivé
9. Chanson populaire
10. J'ai perdu ma fiancée
11. Les cousins
12. Petit Papa Noël

- 1976 : Olympia 77. La société libérale est complètement avancée (Pathé-Marconi)

1. Fourcade, le métèque (imitation de Georges Moustaki)
2. J'attendrai Chaban (imitation de Dalida)
3. Michel (imitation de Gérard Lenorman)
4. Ça m'emmerde (imitation de Charles Aznavour)
5. Malheur à celui qui blesse Mitterrand (imitation d'Enrico Macias)
6. Marchais (imitation de Jacques Dutronc)
7. Deux mots, deux minutes seulement (imitation de Jean Nohain)
8. La société libérale est complètement avancée (imitation de François Mitterrand)
9. La société libérale est complètement avancée (imitation de Valéry Giscard d'Estaing)
10. Urbi et Orbi (imitation de Paul VI)
11. Thierryline (imitation de Line Renaud)
12. Le casino de Zizi (imitation de Zizi Jeanmaire)
13. La gauche est l'avenir de Rome (imitation de Jean Ferrat)
14. En vertu de l'union (imitation de Guy Béart)

- 1978 : Bobino 78 (CBS)

1. Prologue
2. Ouverture
3. Qu'est-ce qu'on attend pour être heureux ?
4. Le nouveau ministère patraque (imitation de Jacques Chaban-Delmas)
5. J'imite (imitation de Charles Trenet)
6. Les prix fous (imitation de Gilles Vigneault)
7. Municipale (imitation de Edgar Faure)
8. L'élu est entré dans Paris (imitation de Serge Reggiani)
9. Parisianisme (imitation de Jacques Dutronc)
10. Maurice (imitation de Maurice Chevalier)
11. Beaucoup de dévotion (imitation de Jean Nohain)
12. Caroline (imitation de Ringo)
13. Sadate ... de Noël (imitation de Salvatore Adamo)
14. Kamerad (imitation de Georges Marchais)
15. A Fourcade (imitation de Charles Aznavour)
16. Le loto (imitation de Julien Clerc)
17. Pauvre Giscard (imitation de Georges Moustaki)
18. Petit papa (imitation de Tino Rossi)
19. Les turlupins (imitation des Compagnons de la chanson)
20. Les enchères électorales (imitation de Gilbert Bécaud)
21. La voix (imitation de Charles de Gaulle et Valéry Giscard d'Estaing)
22. Sortie et présentation de l'orchestre
23. Le Luron-ron (imitation de Johnny Hallyday)
24. Chi-chi Valentino (imitation de Dalida

- 1979 : Show Thierry Le Luron (CBS)

1. Rhapsody In Blue
2. Et lui, et lui, et lui (imitation de Jacques Dutronc)
3. Je piaffe ce soir (imitation de Georgette Lemaire)
4. Les inconnus dans Madison (imitation de Michel Polnareff)
5. Aux talons de leurs chéquiers (imitation d'Enrico Macias)
6. Les requins d'accord (imitation de Mouloudji)
7. C'est toi (imitation de Alice Sapritch)
8. Je me barbe à l'hôtel de ville (imitation de Serge Reggiani)
9. Mentir (imitation de Julien Clerc)
10. Le Ramsès Walk (imitation de Dalida)
11. Radioscopie (imitation de François Mitterrand)
12. Présentation
13. Tournez rotatives (imitation de Guy Béart)
14. Télé comiques
15. L'incompétence (imitation de Gilbert Bécaud)
16. Assemblée Nationale
17. Je veux me gaver de Sylvie (imitation de Johnny Hallyday)
18. Nous nous reverrons un jour ou l'autre

- 1980 : Thierry Féeries. Les chansons du Palais des Congrès (Disc'AZ)

1. Ouverture
2. En scène !
3. Quand on est petit
4. Si j'avais vécu en ce temps-là ...
5. Noël à Paris
6. Hello Broadway !
7. Deauville Monte-Carlo
8. Merci Maman, Papa
9. Demain
10. Thierry Fééries

- 1983 : Le Triomphe de Thierry Le Luron à Marigny. De de Gaulle à Mitterrand (WEA)

1. Monsieur Glandu
2. La Marseillaise
3. Le Général à Marigny (imitation de Charles de Gaulle)
4. Général, nous voilà (imitation d'André Dassary)
5. Jean Nohain présente
6. Je tire mes références (imitation de Jean Sablon)
7. Si tu vois Dario (imitation de Dario Moreno)
8. Douces transes (imitation de Charles Trenet)
9. Les Gars du Parlement (imitation de Maurice Chevalier)
10. Conférence du général de Gaulle à Marigny
11. François Diwo présente
12. Elle est pénible (imitation de Johnny Hallyday)
13. Indicatif du Palmarès des chansons
14. Guy Lux présente
15. Télé de toutes les couleurs (imitation de Gilbert Bécaud)
16. Le Vieux (imitation de Daniel Guichard)
17. Chicago-sur-mer (imitation de Tino Rossi)
18. Été comme hiver (imitation de Demis Roussos)
19. It's now or never (imitation d'Elvis Presley)
20. La Marseillaise
21. Toujours les mêmes (imitation de Georges Pompidou)
22. La Sapritch a 20 ans (imitation de Serge Lama)
23. Mon Druckerounet (imitation d'Alice Sapritch)
24. Nous serons 20 et 100 (imitation de Jean Ferrat
25. La Place est chaude (imitation d'Edgar Faure)
26. Quelqu'un a flatter (imitation de Guy Béart)
27. La Marseillaise
28. Conférence de presse de Valéry Giscard d'Estaing à Marigny
29. À ma nenette (imitation d'Yves Montand)
30. La Chasse aux privilèges (imitation de Georges Marchais)
31. Imitation de Michel Drucker
32. Les Drôles de pieds nickelés (imitation de Chantal Goya)
33. Le 10 mai à 20 heures
34. Le Vieux Mordant (imitation de François Mitterrand)
35. La Danse des connards
36. Allez François (imitation de Dalida)
37. En direct du paradis (imitation de Charles de Gaulle)
38. Un corrézien parle aux Français (imitation de Jacques Chirac)
39. J'baille, j'baille (imitation de Line Renaud)

- 1983 : Censuré (WEA)

1. Nous serons 20 et 100 (imitation de Jean Ferrat)
2. Le vieux mordant (imitation de François Mitterrand)
3. Ça va changer (imitation de Georges Marchais)
4. Monsieur Glandu

- 1985 : Le Luron interdit (Productions Paul Lederman)

1. Adolf Benito Glandu
2. Le Pen attention danger (imitation de Serge Lama)
3. Le véritomètre (imitation de Georges Marchais)
4. Chez les fafa (imitation de Jacques Brel)
5. Raymond Barre à Saint-Jean-Cap-Ferrat
6. François Mitterrand à Latche
7. L'emmerdant, c'est la rose (imitation de Gilbert Bécaud)

- 1985 : Le Triomphe de Thierry Le Luron au Théâtre du Gymnase Marie Bell (Productions Paul Lederman)

1. Le véritomètre (imitation de Georges Marchais)
2. Raymond Barre à Saint-Jean-Cap-Ferrat
3. Le Pen attention danger (imitation de Serge Lama)
4. Adolf Benito Glandu "Concierge 23, rue de Bièvre : Partie 1
5. Adolf Benito Glandu "Concierge 23, rue de Bièvre : Partie 2
6. François Mitterrand à Latche
7. Chez les fafa (imitation de Jacques Brel)
8. Les gros mots (imitation de Dalida)
9. Giscard à Chamalières
10. Oh Marseille ! (imitation de Léo Ferré)
11. Jacques Chirac à l'Assemblée Nationale
12. L'emmerdant, c'est la rose (imitation de Gilbert Bécaud)

Singles
- 1972 : La Chabanisation/Le ministère patraque (Pathé)

1. La chabanisation (imitation de Jacques Chaban-Delmas)
2. La chabanisation (suite et fin) (imitation de Jacques Chaban-Delmas)
3. Le ministère patraque (imitation de Jacques Chaban-Delmas)

- 1972 : Thierry Le Luron chante ... (Pathé)

1. Marco Polo (de l'opérette Le secret de Marco Polo)
2. Maria Luisa (de l'opérette La Belle de Cadix)
3. Le Prince de Madrid
4. La marche des femmes (de l'opérette La Veuve joyeuse)
5. Toison d'or (de l'opérette La Toison d'or)

- 1974 : La leçon de musique (Pathé Marconi)

1. La leçon de musique
2. Le croqueur qui croquait les gens tous crus

- 1977 : Le débat du siècle (CBS)

1. Le débat du siècle (partie 1)
2. Le débat du siècle (partie 2)

- 1977 : Causerie au coin du feu (CBS)

1. Causerie au coin du feu (partie 1)
2. La panthère rose (extrait)
3. Causerie au coin du feu (partie 2)

- 1981 : Un peu d'amour (Disc'AZ)

1. Un peu d'amour
2. Aux couleurs de la France

- 1982 : Rody le petit Cid (Philips)

1. Rody le petit Cid
2. Rody le petit Cid (instrumental)

- 1984 : Le Smurf politic (WEA)

1. Le smurf politic
2. Le smurf politic (rappez le vous-même)

### Théâtre
- 1973 : Les Femmes savantes de Molière, mise en scène Michel Debane, Festival d'Amboise, Trissotin
- 1975 : Chat en poche de Georges Feydeau, mise en scène Jean-Laurent Cochet, Théâtre Édouard VII, Dufausset

### Filmographie
Thierry Le Luron n'a participé qu'à deux films en tant qu'acteur, Le Temps des vacances (de Claude Vital, 1979) et Les parents ne sont pas simples cette année (de Marcel Jullian, 1984). Dans les deux cas, il ne fait qu'une petite apparition, dans son propre rôle d'imitateur vedette. Dans le premier, on le retrouve aux côtés de Chantal Goya. Dans le second, on le voit dans sa loge d'artiste prendre la voix du président François Mitterrand pour piéger, dans un canular téléphonique, un ministre interprété par Francis Lemaire, au grand bonheur de ses groupies. S'il n'a jamais renouvelé l'expérience, Thierry Le Luron avait dans l'idée en 1982 de monter un film avec Jean Poiret, intitulé Les aventures d'un lit à travers le temps. Par la suite, d'autres projets ont été évoqués, avec Claude Berri ou Christian Fechner, mais n'ont jamais vu le jour,. Son auteur Bernard Mabille veut y voir la faute d'un physique peut-être « trop propre, trop lisse, trop sain » pour un premier rôle au cinéma.
- 1979 : Le Temps des vacances de Claude Vital (dans son propre rôle).
- 1984 : Les parents ne sont pas simples cette année de Marcel Jullian (dans son propre rôle).